# Перзашкевич, Олег Валерьевич
Олег Валерьевич Перзашкевич (род. 18 июля 1969, Минск) — белорусский историк-востоковед, кандидат исторических наук, исторического факультета Белорусского государственного университета.

## Биография
В 1992 гг. окончил исторический факультет Белорусского государственного университета. Работал в школе, в 2000—2003 гг. был старшим преподавателем, затем доцентом кафедры истории, мировой и отечественной культуры Белорусского национального технического университета. C 1997 г. преподает на кафедре истории древнего мира и средних веков исторического факультета БГУ, с 2005 г. — доцент. В 2000 г. защитил кандидатскую диссертацию «Варна брахманов в социальной структуре ригведийского общества» (научный руководитель — к.и.н. Г. И. Довгяло). В 2006 г. стал обладателем специальной награды Всемирной ассоциации ведийских исследований (WAVES). Возглавляет Минскую историческую генеалогическую группу американской общественной организации JewishGen.

## Научная деятельность
Занимается изучением истории древней Индии и индоиранского мира, социально-правового и социально-политического состояния лично-свободных слоев общества ВКЛ середины XVI — начала XVII вв., социально-экономического состояния городов и местечек Беларуси в XIX — начале XX вв.
Является автором учебников и учебно-методических пособий для средней и высшей школы, научных и научно-популярных книг, многочисленных научных статей на русском и английском языках.
Владеет санскритом, авестийским и древнеперсидским языками.

## Основные работы

### Книги
- Энциклопедия символов / Под ред. О. В. Перзашкевича. — М.: Эксмо: Наше слово, 2007.
- Древний мир. Культура, искусство, история. — М: Эксмо: Наше слово, 2008. (соавт. В. А. Федосик).
- Китай. История, культура, искусство. Иллюстрированная энциклопедия / Гордиенко А. Н., Куделев П. Е., Перзашкевич О. В. — М.: Эксмо: Наше слово, 2008.
- Весь Восток в алфавитном порядке. Иллюстрированная энциклопедия. — М., Эксмо: Наше слово, 2009. (соавт. В. А. Федосик).

### Учебники и учебные пособия
- История Древнего Востока: Учебное пособие для вузов / Г. И. Довгяло, О. В. Перзашкевич, А. А. Прохоров. - Минск: ТетраСистемс, 2002.
- Гісторыя цывілізацый старажытнага свету. 5 клас. Вучэбны дапаможнік. - Мн.: Народная асвета, 1993 (в соавт.).
- Гісторыя старажытнага свету. 5 клас. Вучэбнік. - Мн.: Народная асвета, 1996 (в соавт.).
- Гісторыя старажытнага свету: падручнік для 4 класа. - Мн.: Народная асвета, 2001 (в соавт.).
- Сусветная гісторыя: са старажытнейшых часоў да канца XVIII в. Падручнік для 10-га класа. - Мн.: Народная асвета, 2000 (в соавт.).
- Гісторыя старажытнага свету. Атлас. Вучэбны дапаможнік для 4 класа. - Мн., Белкартаграфія, 2003 (в соавт.).
- Усходняе Міжземнамор’е ў старажытнасці. Метадычны вучэбна-наглядны дапаможнік для 5-га класа адукацыйных устаноў, забяспечваючых атрыманне агульнай сярэдняй адукацыі. - Мн.: Белкартаграфія, 2005.
- Гісторыя сярэдніх вякоў. Атлас. Вучэбны дапаможнік для 6 класа, устаноў агульнай сярэдняй адукацыі з беларускай мовай навучання. - Мн., Белкартаграфія, 2006 (в соавт.).
- Гісторыя сярэдніх вякоў. Атлас. Вучэбны дапаможнік для 6 класа, устаноў агульнай сярэдняй адукацыі з беларускай мовай навучання. - Мн., Белкартаграфія, 2006 (в соавт.)
- Гісторыя старажытнага свету: навуч. дапаможнік для 5-га кл. агульнаадукац. устаноў з бел. мовай навучання. В 2 ч. Часть 1. - Мн., Народоная асвета, 2009.

### Научные статьи
- К вопросу о древнеиндийских брахманах. Брахмавидья; тезисы конференции; Усебеларуская канферэнцыя гісторыкаў. Тэзісы дакладаў. Частка 2. Мінск, 3-5 лютага 1993 г. / Белдзяржуніверсітэт. Мн., 1993. С. 63 — 64.
- Да пытання аб варне брагманаў у постведыйскі перыяд; статья. Крыўя, 1994, № 1. С. 53 — 63.
- К вопросу о реконструкции автохтонных матриц для некоторых индоевропейских культур. Материалы конференции. Международная научно-методическая конференция «Инженер и культура»: Материалы конференции. Минск, февраль 1994 г. / Белорусская государственная политехническая академия. Мн., 1994. С. 157.
- Да пытання аб паняцці varna у дачыненні да грамадзства ведыйскіх арыяў; статья; Крыўя — 1996, № 1. С. 51 — 56.
- К вопросу об интеграции семантики и прагматики при изучении текстов Ригведы (на примере концепта «arya»); материалы конференции; Гістарычныя крыніцы: праблемы класіфікацыі, вывучэння і выкладання: Матэрыялы Міжнароднай навукова-практычнай канферэнцыі. Мінск, 23 — 24 красавіка 1998 г. / Белдзяржуніверсітэт. Мн., 1998. С. 98-99.
- Ригведа и концептуальное описание; материалы конференции; Лістападаўскія сустрэчы — 2. Матэр’ялы выкладчыцка-студэнцкай канферэнцыі. Мінск, 13 — 14 лістапада 1997 г. Белдзяржуніверсітэт. Мн., 1999. С. 7 — 9.
- К вопросу о ригведийском Митре; статья; Путь Арты: Альманах / Под ред. П. Глоба. Мн., 1999. С. 119—120.
- Варна брахманов в социальной структуре ригведийского общества; автореферат диссертации. Мн., БГУ, 2000.
- К вопросу о брахманах в раннеригведийский период; материалы конференции; Праблемы гісторыі старажытнага свету і сярэдніх вякоў. Матэрыялы навуковай рэспубліканскай канферэнцыі памяці акадэмікаў М. М. Нікольскага і У. М. Перцава. 15 −16 лістапада 1999 г. Мінск. / Белдзяржуніверсітэт. Мн., 2000. С. 23 — 26.
- К вопросу о дасью в ригведийском обществе; статья; Вестник БГУ. Серия 3. 2000. № 2.
- К вопросу о триадах у ариев (на материале RV VIII 35); материалы конференции; Гістарычная навука ў Белдзяржуніверсітэце на рубяжы стагоддзяў // Матэрыялы рэспубліканскай навукова-практычнай канферэнцыі, прысвечанай 65-годдзю заснавання гістарычнага факультэта Белдзяржуніверсітэта. 26 лістапада 1999 г., Мінск / Белдзяржуніверсітэт. Мн., 2000. С. 338—341.
- Некоторые вопросы абсолютной хронологии ригведийского общества // Материалы VI Международной научной конференции в честь академиков АН БССР Н. М. Никольского и В. Н. Перцева. 7-9 апреля 2005 г. Мн., Издательский центр БГУ, 2005. С. 24-27.
- Некоторые особенности исследования низшей мифологии на основании ведийских текстов // Вытокі гістарычнай навукі БДУ. Зборнік навуковых артыкулаў, прысвечаных 125-годдзю з дня нараджэння акадэмікаў М. М. Нікольскага і У. М. Перцава і 70-годдзю гістарычнага факультэта БДУ /Пад рэд. А. А. Яноўскага. Мн., БДУ, 2005. С. 46-48.
- К вопросу о пурохите в раннеригведийском обществе // Вытокі гістарычнай навукі БДУ. Зборнік навуковых артыкулаў, прысвечаных 125-годдзю з дня нараджэння акадэмікаў М. М. Нікольскага і У. М. Перцава і 70-годдзю гістарычнага факультэта БДУ /Пад рэд. А. А. Яноўскага. Мн., БДУ, 2005. С. 48-51.
- Буддизм в эпоху правления Ашоки Маурья // Працы гістарычнага факультэта БДУ. Вып. 1. Мн., БДУ, 2006. С. 82-84.
- Перзашкевич О. К вопросу о геополитических взглядах Низам аль-Мулька (по материалам карты мира аль-Бируни) / О. В. Перзашкевич // Литература и культура в эпоху сельджуков: материалы Междунар науч. конф., Ашгабат, 11-13 марта 2009 г. / Национальный культурный центр «Мирас». -Asgabat, 2009. -С. 407.
- Перзашкевич О. К вопросу о межрегиональных отношениях жителей Южного Туркменистана в V—IV тыс. до н. э./ О. В. Перзашкевич // Древний Джейтун — очаг возникновения ранней земледельческой культуры: материалы Междунар. научн. конф., Ашгабат, 15-16 сентября 2009 г. / Ин-т рукописей АН Туркменистана. -Ашгабат, 2009. -С. 245—246.
- О некоторых аспектах дастана «Зохре и Тахир» Молланепеса как исторического источника / О. В. Перзашкевич // Молланепес и жизнь туркмен в XIX веке: материалы Междунар науч. конф., Мары, 8-10 апреля 2010 г. / Национальный институт рукописей АН Туркменистана. — Мары, 2010. — С. 353—354.
- К вопросу varNa о в ригведийской космологии // Пытанні мастацтвазнаўства, этналогіі і фалькларыстыкі. — 2010. — Выпуск 8. — С. 542—547.
- Проблема «свой — чужой» в древности (на примере ригведийского общества) // Гісторыя. Праблемы выкладання. — 2010. — № 9. — С. 15 — 19.
- О некоторых аспектах истории Южной Азии (V—III тыс. до н. э.) // Працы гістарычнага факультэта БДУ. — 2010. — Выпуск 5. — С. 175—181.
- О некоторых особенностях исследования низшей мифологии создателей Ригведы // Пытанні мастацтвазнаўства, этналогіі і фалькларыстыкі. — 2010. — Выпуск 9. — С. 446—452.

### Публикации на английском языке
- Saul Wahl: Polish King for a Night or Lithuanian Knight for a Lifetime. ; Elizabeth, NJ, 2006. (with Dr. Neil Rosenstein). ISBN 0961057882, ISBN 978-0961057886
- Jewish Genealogical Resources in Belarus. New York…Gateway to America. 19th Annual Conference on Jewish Genealogy. Syllabus. Section B — Speakers & Summaries. New York, August 8 — 13, 1999. / AJGS. NY. 1999. P. 43.
- Genealogical Records in Belarus. New York…Gateway to America. 19th Annual Conference on Jewish Genealogy. Syllabus. Section BH — Handouts. New York, August 8 — 13, 1999. / AJGS. NY. 1999. P. 256—259.
- Belarus Archives end Other Resources Regarding Family History Personal Genealogy// 22 nd Conference on Jewish Genealogy. Syllabus. Toronto, Aug. 5-9, 2002. P. 28-31.
- Using Secondary Genealogical Records in Belarusian Archives // 22 nd Conference on Jewish Genealogy. Syllabus. Toronto, Aug. 5-9, 2002. P. 324—326.
- Archival Holdings in Belarus. Regional and District Holdings According to Chronological Period. статья; Roots-Key. Newsletter of JGS of Los-Angeles. Winter 2003. Vol. 23. No. 4.
- Rig Vedic Varna. A Social Concept // The Hindu Renaissance. Vol. IV, No. II. P. 25-29. 2006.
- Rigvedic Brahmans: Social Status // Vedic Ideas for Global Harmony and Peace in Modern Context/ WAVES 2006 Conference. July 8-10, 2006. ; University of Houston, Houston, Texas, USA. Houston, 2006. P. 81.
- Chapter 13. Ancient Leadership Model, the Rigvedic Purohita // Astronomical Dating of Events & Select Vignettes from Indian History. Volume I / Edited and compiled by Kosla Vepa. Pleasanton, Indic Studies Foundation, 2008. P. 157—165 (www.indicstudies.us/History/Purohita_Eng.doc).
- Perzashkevich O. Arya vs Ethnos: the Problem of Rig-Veda Self-Identity / O. Perzashkevich // I International Conference on Indian History, Civilization & Geopolitics ICIH 2009: Souvenir volume, New Delhi, Jan. 9-11, 2009 / Indic Studies Foundation. -New Delhi, 2009. — P. 60.
- Rigvedic AryavarNa: ancient social identity model / O. Perzashkevich // Waters in South and Southeast Asia: Interaction of Culture and Religion. Abstracts Book. The 3rd SSEASR Conference, June 03-06, 2009, Denpasar, Bali, Indonesia / ISI & UNHI. — Denpasar, Bali, Indonesia, 2009. — P. 115 −116.
- Rigvedic Adhvaryu: Status and functions // Vedic Knowledge for Civilizational Harmony: World Association for Vedic Studies 2010 Conference. August 4-7, 2010, University of West Indes, St. Augustine, Trinidad and Tabago. Saraswati Mandiram, 2010. — P. 24.
- Arya vs Ethnos: the Problem of Rigvedic Self-Identity // Vedic Knowledge for Civilizational Harmony: World Association for Vedic Studies 2010 Conference. August 4-7, 2010, University of West Indes, St. Augustine, Trinidad and Tabago. Saraswati Mandiram, 2010. — P. 42.